# Mentor (satellite)
Pour l’article homonyme, voir Mentor.

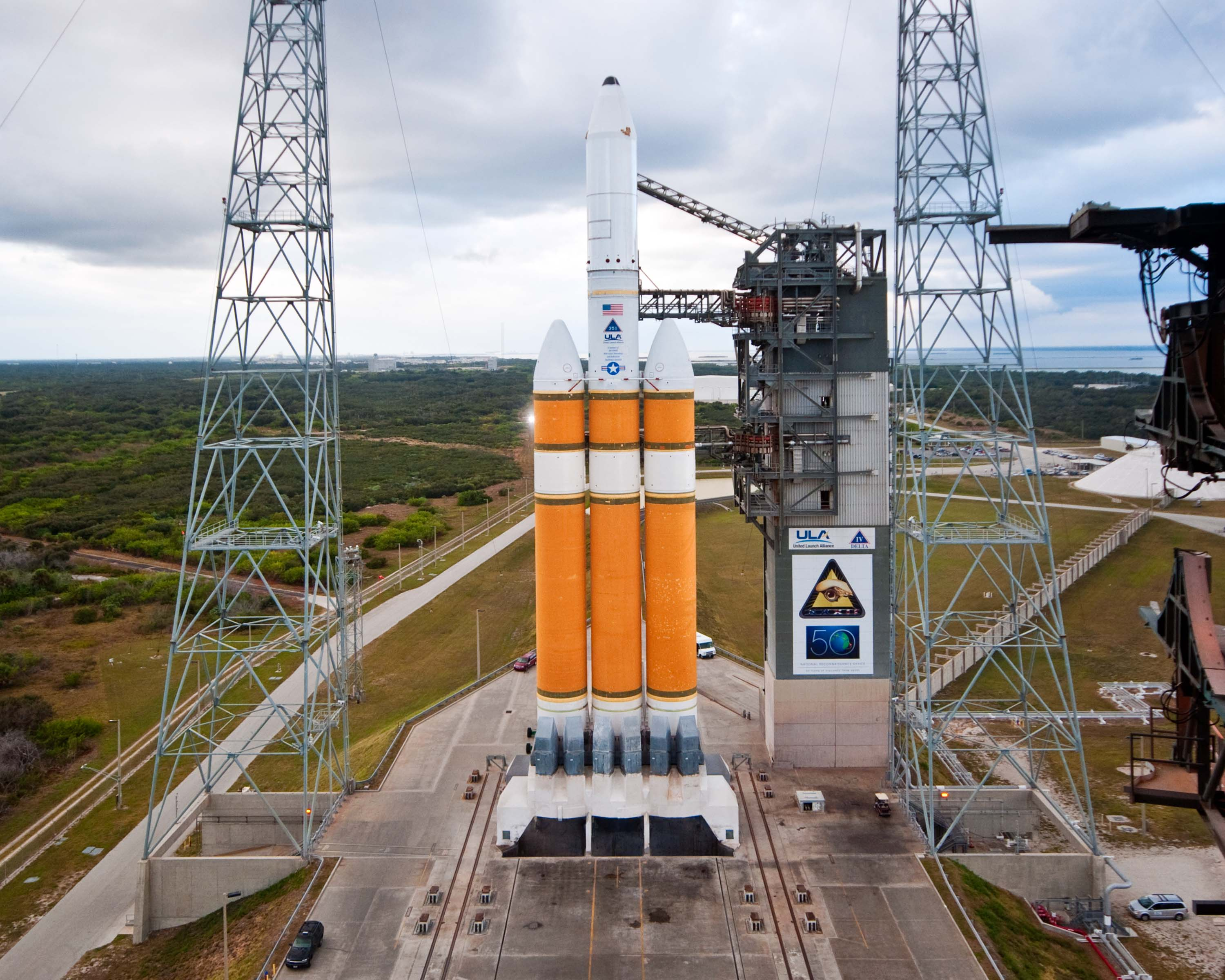
Le cinquième satellite Mentor USA-223 (NROL-32) et son lanceur Delta IV.

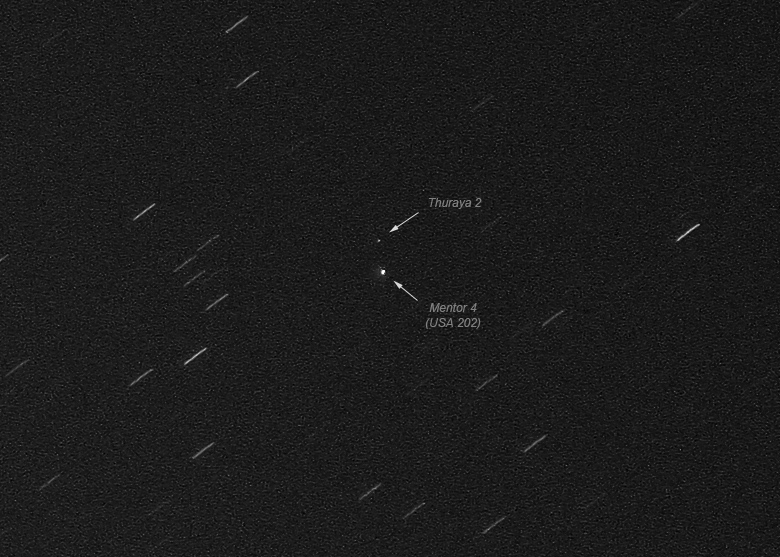
Photo prise du sol d'USA-202 et du satellite commercial géostationnaire voisin Thuraya 2

Mentor, également connu sous l'appellation Advanced Orion, est une famille de satellites américains de renseignement d'origine électromagnétique mis en œuvre par le National Reconnaissance Office (NRO) et développés avec la contribution de la Central Intelligence Agency (CIA). En date de juin 2016, sept exemplaires de cette famille de satellites ont été placés en orbite depuis 1995 par des lanceurs Titan et Delta IV. Ces satellites qui ont remplacé la série des Magnum/Orion interceptent des signaux électroniques depuis l'orbite géostationnaire.

## Historique
Les satellites de renseignement d'origine électromagnétique (SIGINT en anglais) constituent, avec les satellites d'imagerie, les deux piliers du segment spatial du renseignement militaire moderne. La première série significative de satellites de ce type est la famille des Canyon. Placés sur une orbite géosynchrone à très haute altitude (40 000 km), ils interceptent les communications émises en microondes et VHF et permettent par triangulation de déterminer la source de ces émissions radio. Quatre satellites de la série Rhyolite, rebaptisée par la suite Aquacade, sont lancés entre 1970 et 1978 sur une orbite géostationnaire et jouent un rôle complémentaire : ils collectent les signaux émis par les missiles balistiques soviétiques et chinois ainsi que par leurs véhicules de rentrée et interceptent les émissions radio soviétiques émises en micro-ondes. Pour étendre la surveillance aux latitudes les plus septentrionales mal couverte par les satellites en orbite géostationnaire, les États-Unis déploient la série des Jumpseat entre 1971 et 1983. Une demi douzaine de ces satellites circulent sur une orbite de Molnia qui leur permet de survoler l'hémisphère nord durant la plus grande partie de leur orbite. Les satellites Jumpseat circulant sont remplacés dans les années 1990 par une série de trois Trumpet. Les satellite Canyon sont remplacés par la série des Chalet renommés par la suite Vortex dont 6 exemplaires sont placés sur une orbite géosynchrone entre 1978 et 1989. Cette série, qui se caractérise par une antenne réceptrice de 38 mètres de diamètre, eut une durée de vie particulièrement longue : l'un d'entre eux est resté opérationnel durant 25 ans. Deux satellites Mercury sont placés en orbite géostationnaire en 1994 et 1996 et sont chargés d'intercepter les télécommunications de niveau stratégique ainsi que les télémesures envoyés par les missiles balistiques. La série des Magnum dont le premier exemplaire est lancé en 1985 est toujours active en 2017. Elle est équipée d'une antenne circulaire de 100 à 150 mètres de diamètre et les satellites sont placés en orbite géostationnaire. Les deux satellites de cette série, rebaptisés Orion, sont placés en orbite par la navette spatiale américaine en 1985 et 1989. Une deuxième sous-série, souvent désignée sous l'appellation Advanced Orion ou Mentor est déployée à compter de 1995.

## Caractéristiques techniques
Les caractéristiques de ces satellites sont secrètes mais les spécialistes du domaine estiment que l'antenne utilisée pour ces écoutes a un diamètre supérieur à 100 mètres et que le satellite lui-même pèse près de 5,2 tonnes. Le cinquième satellite de la série, appelé NRO L-32, est, selon le directeur de la NRO Bruce Carlson, « le plus grand satellite du monde ». La mission et les capacités de ces satellites sont des informations classifiées. Les Rhyolite/Aquacade, des satellites plus anciens aux objectifs similaires, étaient construits par la société TRW. On ne sait pas qui est le constructeur des satellites Mentor.

## Historique des lancements
| Désignation                                           | Date de lancement | Lanceur           | Identifiant Cospar | Masse | Constructeur           | Orbite                 | Caractéristiques                     | Objectifs     | Remarques                                 |
| ----------------------------------------------------- | ----------------- | ----------------- | ------------------ | ----- | ---------------------- | ---------------------- | ------------------------------------ | ------------- | ----------------------------------------- |
| Sous-série Advanced Orion ou Mentor (programme 7600)  |                   |                   |                    |       |                        |                        |                                      |               |                                           |
| Orion 3 (RIO 3, Mission 7607, USA 110)                | 15 mai 1995       | Titan-4/Centaur-T | 1995-022A          | ?     | TRW                    | Orbite géostationnaire | Antenne circulaire de grand diamètre | COMINT, ELINT | Longitude 127°E                           |
| Orion 4 (RIO 4, Mission 7608 ?, USA 139, NROL 6)      | 9 mai 1998        | Titan-4/Centaur-T | 1998-029A          | ?     | TRW                    | Orbite géostationnaire | Antenne circulaire de grand diamètre | COMINT, ELINT | Longitude 44°E (1998–2009) 14,5°W (2009—) |
| Sous-série Advanced Orion ou Mentor (programme 8300)  |                   |                   |                    |       |                        |                        |                                      |               |                                           |
| Orion 5 (RIO 5, Mission 8301, USA 171, NROL 19)       | 9 septembre 2003  | Titan /Centaur-T  | 2003-041A          | ?     | TRW ⇒ Northrop Grumman | Orbite géostationnaire | Antenne circulaire de grand diamètre | COMINT, ELINT | Longitude 95,5°E                          |
| Orion 6 (RIO 6, Mission 8302 ?, USA-202, NROL 26)     | 18 janvier 2009   | Delta IV-H        | 2009-001A          | ?     | TRW ⇒ Northrop Grumman | Orbite géostationnaire | Antenne circulaire de grand diamètre | COMINT, ELINT | Longitude 44°E                            |
| Orion 7 (RIO 7, Mission 8303, USA 223, NROL 32)       | 21 novembre 2010  | Delta IV-H        | 2010-063A          | ?     | TRW ⇒ Northrop Grumman | Orbite géostationnaire | Antenne circulaire de grand diamètre | COMINT, ELINT | Longitude 100,9°E                         |
| Orion 8 ? (RIO 8, Mission 8304 ?, USA 237, NROL 15)   | 29 juin 2012      | Delta IV-H        | 2012-034A          | ?     | TRW ⇒ Northrop Grumman | Orbite géostationnaire | Antenne circulaire de grand diamètre | COMINT, ELINT |                                           |
| Orion 9 ? (RIO 9, Mission 8305 ?, USA 268, NROL 37)   | 11 juin 2016      | Delta IV-H        | 2016-036A          | ?     | TRW ⇒ Northrop Grumman | Orbite géostationnaire | Antenne circulaire de grand diamètre | COMINT, ELINT |                                           |
| Orion 10 ? (RIO 10, Mission 8306 ?, USA 311, NROL 44) | 11 décembre 2020  | Delta IV-H        | 2020-095A          | ?     | TRW ⇒ Northrop Grumman | Orbite géostationnaire | Antenne circulaire de grand diamètre | COMINT, ELINT |                                           |
| Orion 11 ? (RIO 11, Mission 8307 ?, NROL 68)          | 22 juin 2023      | Delta IV-H        | 2023-089A          | ?     | TRW ⇒ Northrop Grumman | Orbite géostationnaire | Antenne circulaire de grand diamètre | COMINT, ELINT |                                           |